# مسجد يشار باشا

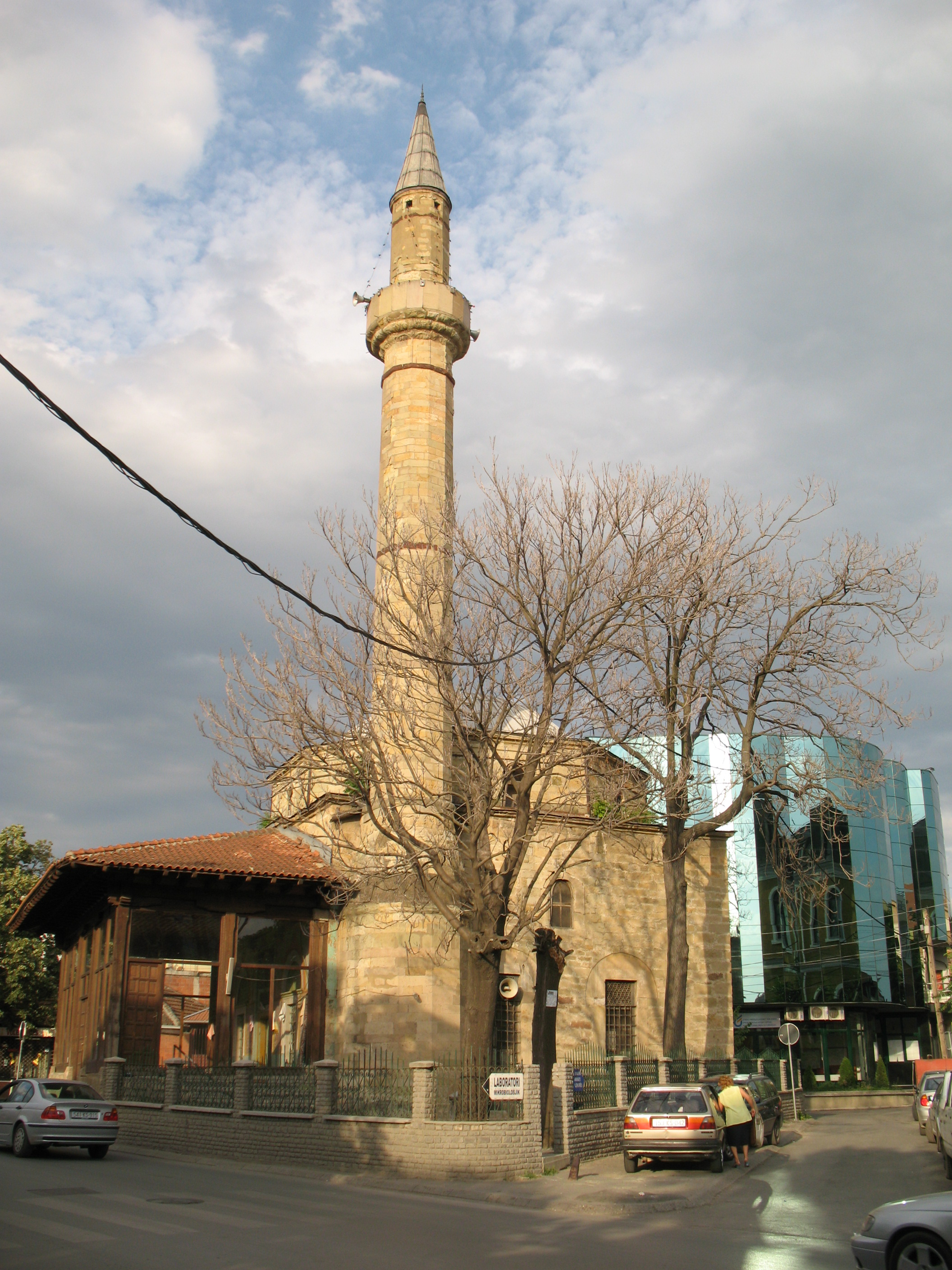
مسجد يشار باشا سنة 2008م

مسجد يشار باشا (بالألبانية: Xhamia e Jashar Pashës) يقف في المركز التاريخي لمدينة بريشتينا عاصمة كوسوفا، وبالتحديد في شارع «نظيم غفوري». وهو أحد أهم معالم المدينة.

## تاريخ الإنشاء

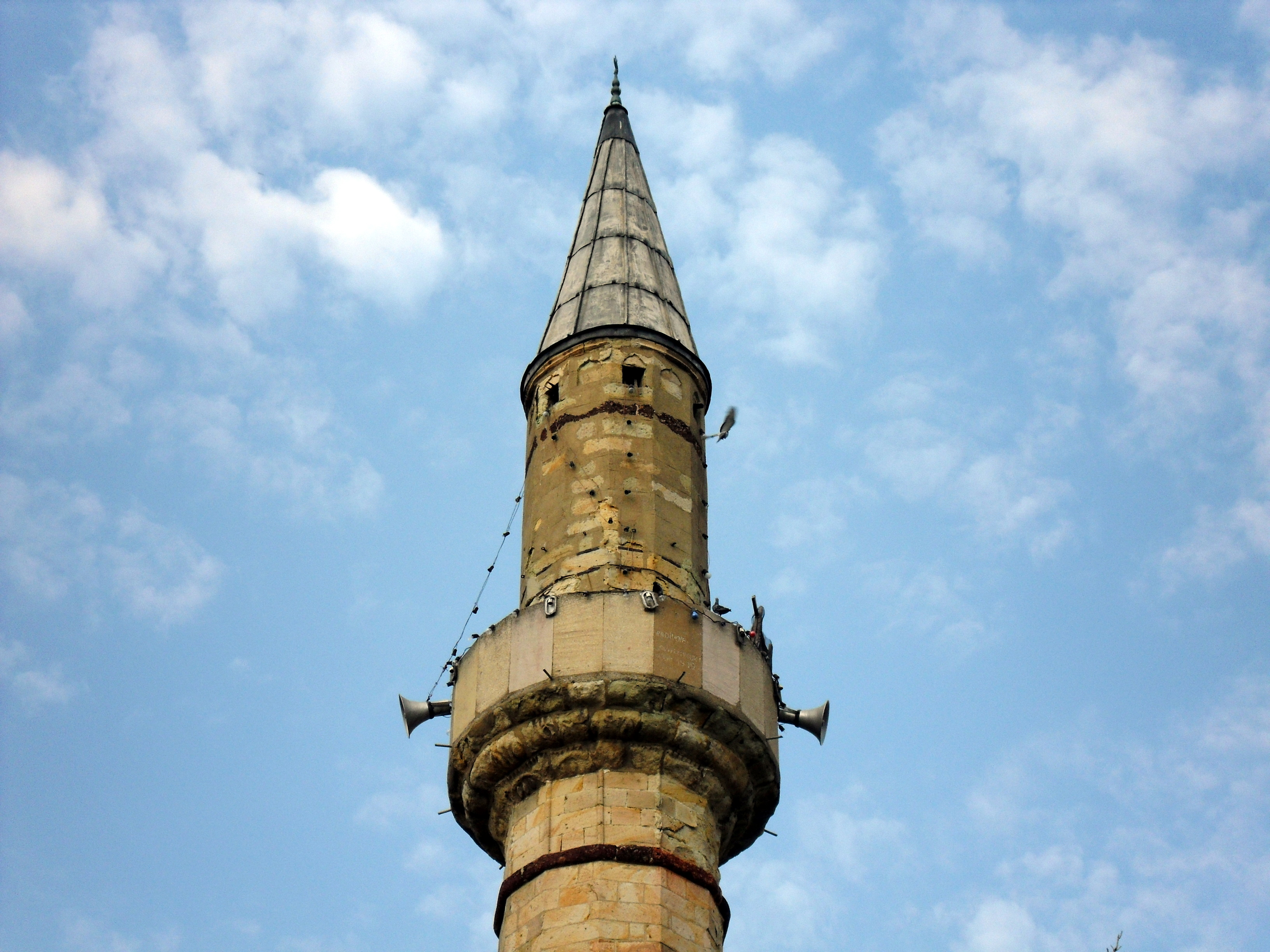
المئذنة الكبيرة.

وفق نقوش في داخل المسجد فقد أمر بتشييده يوم 17 مايو 1834م يشار محمد باشا لنشر الإسلام في المواطنين، والذي كان الحاكم العثماني في سكوبيه سنة 1842م. وقد كانت المنطقة جزء من إيالة «يانية» آنذاك.

## المعالم المعمارية
كان للمسجد رواق خارجي ومصلى، إلا أن الرواق الأصلي هدم أثناء أعمال توسعة طريق مجاور ثم استُبدل برواق خشبي وهو الموجود الآن. الصالة الرئيسية مغطاه بالجبس وبالزخارف العربية. أما المحراب فتعلوه نوازل كتلك الموجودة في الكهوف وفوقها نحت به طغرة السلطان محمد الثاني. وقد كان الشباك الأصلي مزينا برسوم للزهور. وسطح المسجد مغطى بالرصاص.

## الترميم
تكفلت وكالة النهضة والتعاون التركي بترميمه حوالي عام 2012م.

## روابط خارجية
- وصف المسجد في seecorridors.eu